# UBBO
UBBO est un centre commercial portugais qui a ouvert ses portes le 27 mai 2009 et se situe à Amadora près de Lisbonne.

## Caractéristiques
C'est le plus grand centre commercial du Portugal et de la Péninsule Ibérique avec plus de 122 000 m2, 9 000 places de parking, plus de 300 boutiques et 11 salles de cinéma. Il comporte aussi un grand parc pour enfants. Il est aujourd'hui considéré comme l'un des centres commerciaux les plus moderne et écologique du monde.
Il s'étend sur une surface de 122 000 m2, et est composé notamment d'un Leroy Merlin de 12 000 m2, d'un Jumbo de 23 000 m2 et d'un grand Desigual Store.
Il possède également des salles de cinéma, une centaine de boutiques et plus de 35 restaurants et cafés dont un Burger Ranch, un KFC, un Mc Donalds, un Burger King ou même encore un Pizza Hut.
Sa construction a coûté plus de 300 000 000 € et s'est faite en seulement quelques mois ce qui est spectaculaire vu la grandeur du centre commercial.
Son design est reconnu dans le monde entier grâce à de grands prix internationaux remportés comme l'« European Steel Design Awards » en 2011.

## Lien
- Site